# Prasinocyma trifilifimbria
Prasinocyma trifilifimbria är en fjärilsart som beskrevs av Louis Beethoven Prout 1915. Prasinocyma trifilifimbria ingår i släktet Prasinocyma och familjen mätare. Inga underarter finns listade i Catalogue of Life.